# Țîbuliv
Țîbuliv (în ucraineană Цибулів) este o așezare de tip urban din raionul Monastîrîșce, regiunea Cerkasî, Ucraina. În afara localității principale, mai cuprinde și satul Antonina.

## Demografie
Componența lingvistică a așezării de tip urban Țîbuliv
     Ucraineană (97,64%)
     Rusă (1,97%)
     Alte limbi (0,23%)
Conform recensământului din 2001, majoritatea populației așezării de tip urban Țîbuliv era vorbitoare de ucraineană (97,64%), existând în minoritate și vorbitori de rusă (1,97%).